# The Black Sleep
The Black Sleep este un film SF de groază american din 1956 regizat de Reginald Le Borg pentru United Artists. În rolurile principale joacă actorii Basil Rathbone, Akim Tamiroff, Herbert Rudley, Patricia Blake, Lon Chaney, Jr., John Carradine, Bela Lugosi, Tor Johnson.

## Prezentare
Stabilit în Anglia anului 1872, filmul prezintă un chirurg proeminent a cărui soție a căzut într-o comă provocată de o tumoare pe creier profundă. Datorită medicinei din acel timp, el nu știe cum sa ajungă la tumoare fără a risca leziuni ale creierului sau decesul femeii pe care o iubește. Din acest motiv el începe să experimenteze în secret pe creierul unor subiecți umani involuntari, care sunt sub influența unui puternic anestezic indian, numit Nind Andhera, pe care el îl denumește "The Black Sleep". Odată ce și-a terminat experimentul, subiecții care au supravietuit sunt revitalizați și plasați, într-o stare serioasă de degenerare și mutilare, într-o pivniță din mănăstirea în care a realizat experimentele.

## Actori
- Basil Rathbone este Sir Joel Cadman
- Akim Tamiroff este Udu the Gypsy
- Lon Chaney Jr. este Dr. Monroe aka Mungo
- John Carradine este "Bohemund"
- Bela Lugosi este Casimir
- Herbert Rudley este Dr. Gordon Ramsey
- Patricia Blake este Laurie Munroe
- Phyllis Stanley este Daphnae
- Tor Johnson este Curry
- George Sawaya este Sailor Subject
- Sally Yarnell este Female Subject
- Peter Gordon este Det. Sgt. Steele
- Claire Carleton este Carmoda Daily
- John Sheffield este Det. Redford
- Clive Morgan este Roundsman Blevins
- Louanna Gardner este Angelina Cadman
- Aubrey Schenck este Prison Coroner's Aide (nemenționat)

## Titlul filmului
- în franceză: Les Monstres se révoltent
- în italiană: Il sonno nero del dottor Satana